# کارآگاه فورست
کارآگاه فورست (لهستانی: Forst) یک مجموعهٔ تلویزیونی جنایی لهستانی است که در سال ۲۰۲۴ منتشر شد.

## خلاصه داستان
پس از وقوع تعدادی قتل در شهر تفریحی زکوپانه در کوهپایهٔ کوه‌های تاترا، کارآگاه «ویکتور فورست» برای حل این پرونده با کمک روزنامه‌نگاری به نام «اولگا شِرِبسکا» وارد عمل می‌شود.

## گزیدهٔ بازیگران
- بوریس شیتس
- آرتور بارچیش
- یرژی روگالسکی
- کامیلا بار
- ماوگوژاتا هایفسکا-کشیشتوفیک